# Mòng biển thông thường

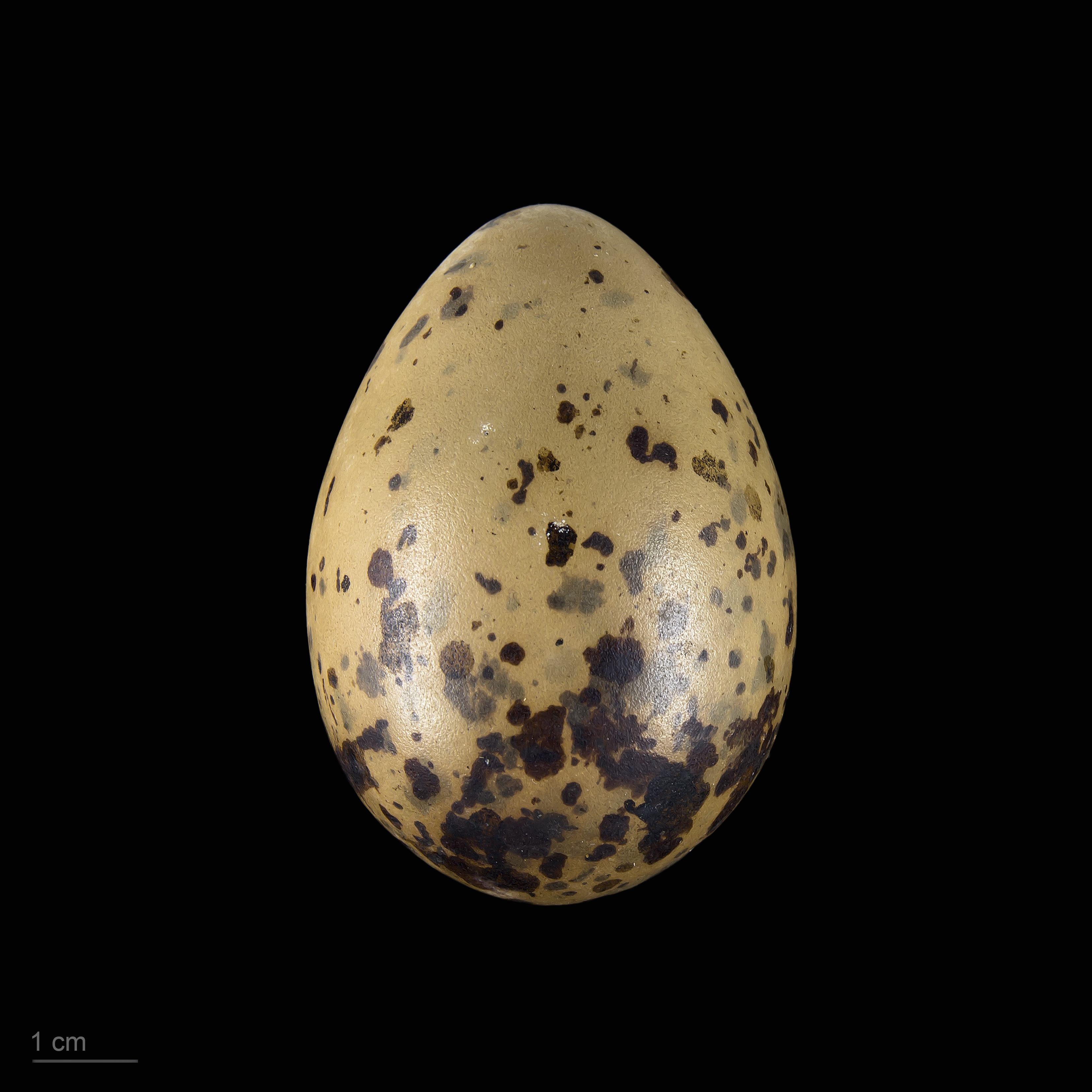
Larus canus canus

Larus canus là một loài chim trong họ Laridae.
Loài chim này sinh sản ở miền bắc châu Á, Bắc Âu và tây bắc Bắc Mỹ. Chúng di cư về phía nam vào mùa đông. Tên của loài không có nghĩa là nó là một loài phong phú, nhưng trong mùa đông chúng hiện diện ở đất thông thường.

## Phân loài
Loài này có 4 phân loài:
- Larus canus canus Linnaeus, 1758
- Larus canus heinei Homeyer, 1853
- Larus canus kamtschatschensis (Bonaparte, 1857); syn. Larus kamtschatschensis
- Larus canus brachyrhynchus Richardson, 1831; syn. Larus brachyrhynchus